# Купцова Тетяна Михайлівна
Тетяна Михайлівна Купцова (нар. 4 жовтня 1945, Омськ, РСФРР) — радянський і український живописець, графік. Член Національної спілки художників України. Заслужений художник України. Мати художниці Юлії Гур'євої.

## Життєпис
Народилася 4 жовтня 1945 року в місті Омськ, РСФРР (зараз — Росія). Там же навчалася у середній школі і у 1968 році закінчила художньо-графічний факультет Омського державного педагогічного інституту імені М. Горького.
Трудову діяльність почала у 1970 році. У 1971 році переїхала і почала працювати в Миколаєві. Працювала в багатьох творчих групах в Седневі і Сенежі, брала участь у Всесоюзних акварельних групах «По Білорусії» (1975), «Єнісей» — Красноярськ (1991), «Сімеїз» — Крим (1995,1997, 2003), «Краєвид—96» — Вінниця.
У 1974—1987 роках — голова Миколаївського об'єднання молодих художників і мистецтвознавців. З 1976 року членкиня Національної спілки художників України.
Брала участь у багатьох всеукраїнських та міжнародних мистецьких виставок. Мала також персональні виставки у Миколаєві, Одесі, Южному, Вознесенську, Уренгої, Оттаві, Аммані і т. д.
У 2012 році брала участь у розробці та виконанні ескізів, макетів, живописних портретів, пейзажів для оформлення Миколаївського обласного краєзнавчого музею «Старофлотські казарми».
Стала першим вчителем для своєї доньки і внучки. Викладала в Миколаївській дитячій художній школі, з 2008 року — в Академії дитячої творчості, пізніше — у Миколаївському муніципальному академічному коледжі.
Працює у жанрах портрет, натюрморт, пейзаж в напрямках графіки, станкового та монументального живопису. Окремі роботи зберігаються у Курському художньому музею, Миколаївському обласному художньому музеї імені В. В. Верещагіна, Миколаївському обласному краєзнавчому музеї, Краматорському художньому музеї, Будинку графіки у Москві, колекції графіки в Сенежі, а також в галереях Лани Якуб (Амман, Йорданія), Віолетти Сафарової (Монреаль, Канада), Герберта Хайнста (Дуйсбург, Німеччина) і в багатьох приватних колекціях Англії, Шотландії, Німеччини, США, Канади, Йорданії, Франції, України і Росії.

## Творчий доробок
Ще в далекому 1966 році, на третьому курсі інституту, після двомісячної поїздки до Середньої Азії, Купцова розпочала роботу над серією акварелей, присвячених Сходу: «Шах — і — Зінда», «Бібі- Ханум», «Регістан». Ця серія експонувалася 1971 року на виставці «Молоді художники України» на ВДНГ у Москві.
Велике значення у творчості художниці мала поїздка до Седнева 1971 року. З'явилася серія пейзажів «Річка Снов», «Яри». Паралельно художниця почала працювати в різних графічних техніках: пробувала техніку сухої гілки, офорт, літографію. Потім художниця звернулася до теми Другої світової війни, присвятивши їй ряд живописних ескізів, малюнків. «Жінки війни» — перша серія, яка виконана в техніці кольорової гравюри на картоні: «Лист з фронту», «Біженці», «День Перемоги». У 1973 році створила серію офортів за повістю Бориса Васильєва «А зорі тут тихі».
У 1970—1980-ті роки приступає до серії акварелей, присвячених місту Миколаєву: «Міські мотиви», «Комсомольський парк», «Веранда», «Полудень». Виконала серію малюнків «Пейзажі», на яку надихнула творча поїздка на озеро Сенеж 1984 року. Особливий творчий підхід Купцова показала в роботі над розписом інтер'єрів: реставрація Миколаївського театру ляльок (1975), Палацу урочистих подій (1976), кафе «Садко» (1978), дитячої бібліотеки Корабельного району міста — «Герої книг» (1980) тощо.
Згодом вона визнала акварель «пройденим етапом» і зайнялася гравюрою на металі, картоні, літографією, офортами. Вишла серія офортів і літографій до драм Олександра Блока «Балаганчик», «Король на майдані», «Пісня долі». Це перша велика робота автора в техніці офорту. І саме з цією технікою пов’язаний початок нового етапу у творчості Тетяни Михайлівни, набуття власної графічної мови та індивідуальної художньої манери.
Протягом 1989—2004 років художниця працювала над циклом картин «Великий букет» і пише їх в техніці станкового живопису. У цей період було виконано живописні портрети, натюрморти і розписи. Серія робіт «Квіти дня народження» і цикл «Настрій», в якому Тетяна знову звертається до жінок. Художниця використовує різні матеріали: живопис олією, темперою, аквареллю, колаж, гравюру, офорт, літографію, складні змішані техніки.

### Вибрані твори
- Монументальний розпис Миколаївського театру ляльок (1972);
- Серію офортів за повістю Б. Васильєва «А зорі тут тихі» (1973);
- Монументальний розпис палацу урочистих подій у Миколаєві (1976);
- Серія графічних робіт за творами О. Блока «Балаганчик» (1984);
- Монументальний розпис холів лікарні санітарного управління (1985);
- Цикл живописних робіт «Большой букет» (1989—2004);
- Серія живопису «Маски» (1999).

### Виставки

#### Всесоюзні, міжнародні, всеукраїнські
3 1971 року брала участь у всіх всесоюзних і республіканських виставках естампа (1974, 1977, 1980, 1982, 1984, 1986, 1988, 1990), акварелі (1971, 1974, 1975, 1977, 1978, 1980, 1981, 1982, 1984, 1987, 1990), «Художник і книга» (1975, 1981, 1984, 1986, 1990).
- Всесоюзна виставка українських художників в центральному залі Манеж (Москва, 1984);
- Всесоюзна виставка «Молоді художники України на ВДНГ» (Москва, 1971);
- Виставка робіт молодих художників в Академії художників (Москва, 1976);
- Республіканська виставка, присвячена 175-річчю Т. Г. Шевченка (1989);
- Міжнародна виставка «Україна і Росія в Мексиці» (1995—1997);
- II Міжнародна виставка «Марина—98» (Одеса, 1998);
- Виставка Миколаївських митців (Москва, 2003);
- Всеукраїнська виставка до Дня художника (Київ, 2008);
- Всеукраїнська виставка творів Миколаївських митців до 70-річчя Миколаївської області (2009);
- Симпозіум живопису «Краєвид—96» (1996)[4].

#### Персональні
- Миколаїв, Україна (1990, 1997, 2000, 2004, 2012, 2013);
- Одеса, Україна (1991);
- Уренгой, Росія (1996);
- Южне, Україна (1995);
- Кельн, Німеччина (1997);
- Оттава, Канада (1999);
- Амман, Йорданія (2000);
- Вознесенськ, Україна (2011)[4].

## Нагороди та відзнаки
- Відзнака «За багаторічну плідну працю в галузі культури» (2000);
- відзнака «За досягнення в розвитку культури і мистецтва» (2000);
- звання «Городянин року» в номінації «Мистецтво» (2009)[5];
- відзнака «За заслуги перед Миколаївщиною» II ступеня[4];
- звання «Заслужений художник України» (2016).